# Liste der Flughäfen und Flugplätze in Uruguay
Die Liste der Flughäfen und Flugplätze in Uruguay enthält die wichtigsten Flughäfen und Flugplätze in Uruguay.
Zu den wichtigsten Flughäfen werden jeweils die Kenndaten IATA-Code, ICAO-Code und die Stadt angegeben, in der sich der Flughafen befindet.
| Offizieller Name                                                    | IATA-Code | ICAO-Code | bediente Stadt/Städte        | Lage im Departamento | Koordinaten                  |
| ------------------------------------------------------------------- | --------- | --------- | ---------------------------- | -------------------- | ---------------------------- |
| Flugplatz Ángel S. Adami                                            |           | SUAA      | Montevideo                   | Montevideo           | 34° 47′ 21″ S, 56° 15′ 53″ W |
| Internationaler Flughafen Artigas                                   | ATI       | SUAG      | Artigas                      | Artigas              | 30° 23′ 57″ S, 56° 30′ 39″ W |
| Flughafen Estancia Presidencial Anchorena                           |           | SUAN      | Barra de San Juan            | Colonia              | 34° 16′ 13″ S, 57° 57′ 51″ W |
| Flughafen Placeres                                                  | BUV       | SUBU      | Bella Unión                  | Artigas              | 30° 19′ 10″ S, 57° 33′ 33″ W |
| Internationaler Flughafen Laguna de los Patos                       | CYR       | SUCA      | Colonia del Sacramento       | Colonia              | 34° 27′ 5″ S, 57° 46′ 1″ W   |
| Internationaler Flughafen Zagarzazú                                 |           | SUCM      | Carmelo                      | Colonia              | 33° 57′ 58″ S, 58° 19′ 31″ W |
| Internationaler Flughafen Santa Bernardina                          | DZO       | SUDU      | Durazno                      | Durazno              | 33° 21′ 23″ S, 56° 29′ 46″ W |
| Flughafen Villa Independencia                                       |           | SUFB      | Fray Bentos                  | Río Negro            | 33° 8′ 35″ S, 58° 17′ 38″ W  |
| Internationaler Flughafen C/C Carlos A. Curbelo de Laguna del Sauce | PDP       | SULS      | Maldonado und Punta del Este | Maldonado            | 34° 51′ 30″ S, 55° 5′ 30″ W  |
| Flughafen Ricardo Detomasi                                          |           | SUME      | Mercedes                     | Soriano              | 33° 14′ 55″ S, 58° 4′ 22″ W  |
| Flughafen Campo Municipal de Aterrizaje                             |           | SUMI      | Minas                        | Lavalleja            | 34° 20′ 43″ S, 55° 13′ 37″ W |
| Internationaler Flughafen Cerro Largo                               | MLZ       | SUMO      | Melo                         | Cerro Largo          | 32° 20′ 33″ S, 54° 13′ 19″ W |
| Internationaler Flughafen Carrasco Gral. Cesáreo L. Berisso         | MVD       | SUMU      | Montevideo                   | Canelones            | 34° 50′ 2″ S, 56° 1′ 41″ W   |
| Flugplatz El Jagüel                                                 |           | SUPE      | Maldonado und Punta del Este | Maldonado            | 34° 54′ 47″ S, 54° 55′ 9″ W  |
| Internationaler Flughafen Tydeo Larre Borges                        | PDU       | SUPU      | Paysandú                     | Paysandú             | 32° 21′ 47″ S, 58° 3′ 59″ W  |
| Flughafen Río Branco                                                |           | SURB      | Río Branco                   | Cerro Largo          | 32° 34′ 54″ S, 53° 27′ 14″ W |
| Internationaler Flughafen Pte. Gral. Óscar D. Gestido               | RVY       | SURV      | Rivera                       | Rivera               | 30° 58′ 10″ S, 55° 28′ 24″ W |
| Internationaler Flughafen Nueva Hespérides                          | STY       | SUSO      | Salto                        | Salto                | 31° 26′ 5″ S, 57° 59′ 3″ W   |
| Flughafen Tacuarembó                                                | TAW       | SUTB      | Tacuarembó                   | Tacuarembó           | 31° 45′ 1″ S, 55° 55′ 26″ W  |
| Flughafen Treinta y Tres                                            | TYT       | SUTR      | Treinta y Tres               | Treinta y Tres       | 33° 11′ 42″ S, 54° 20′ 50″ W |
| Flughafen Vichadero                                                 | VCH       | SUVO      | Vichadero                    | Rivera               | 31° 44′ 21″ S, 54° 35′ 16″ W |